# Jasień (powiat skierniewicki)
Jasień – wieś w Polsce położona w województwie łódzkim, w powiecie skierniewickim, w gminie Głuchów.

## Historia
W latach 1975–1998 miejscowość należała administracyjnie do województwa skierniewickiego.